# Leichtathletik-Europameisterschaften 1990/Teilnehmer (DDR)
Der DVfL der DDR hatte für die Leichtathletik-Europameisterschaften 1990 in Split das letzte internationale Großsportereignis, bei dem DDR-Leichtathleten an den Start gingen, insgesamt 72 Sportler nominiert, 34 Männer und 38 Frauen. Unter den Nominierten befanden sich acht Olympiasieger und drei Titelverteidiger von Stuttgart.

## Erfolge
Die DDR-Mannschaft belegte in der Medaillenwertung mit 12 Gold-, 12 Silber- und 10 Bronzemedaillen den ersten Platz. Mit 34 Medaillen holte sie zugleich soviel Edelmetall wie nie zuvor bei Europameisterschaften. Besonders die Frauen ragten dabei heraus. Sie holten in 14 von 17 Wettbewerben, bei denen sie antraten, eine Medaille. Besondere Aufmerksamkeit erregte die 20-jährige Sprinterin Katrin Krabbe vom SC Neubrandenburg, die drei Goldmedaillen erringen konnte. Ihre Clubkameradin Grit Breuer gewann über die Stadionrunde im Einzel und in der Staffel jeweils Gold.

## Besonderheiten
Bedingt durch die politische Wende 1989 in der DDR und den schon klar benannten Vereinigungsmodalitäten beider deutscher Staaten zum 3. Oktober 1990 fand das letztmalige Auftreten zweier deutscher Auswahlmannschaften besondere Aufmerksamkeit. Der bundesdeutsche DLV und der DVfL der DDR hatten zudem einen gemeinsamen Auftritt beider Mannschaften beschlossen, quasi vorgreifend auf die  deutsche Einheit. Dies äußerte sich in einer gemeinsamen Broschüre zur Vorstellung der Athleten, einer gemeinsamen Unterbringung und jeweils gemeinsamen Pressekonferenzen, die auch nur durch einen Pressesprecher moderiert wurden. Dennoch wurde in der DDR-Presse die recht deutliche Überlegenheit der DDR-Athleten über die bundesdeutschen Athleten ausgiebig gewürdigt. Die DLV-Auswahl konnte drei Gold-, drei Silber- und zwei Bronzemedaillen erringen.

## Nominierte Athleten
Der Schweriner Zehnkämpfer Torsten Voss, die Geherin Kathrin Born aus Potsdam und die 400-Meter-Sprinterin Uta Rohländer aus Halle konnten wegen Erkrankung oder Verletzung an den Europameisterschaften nicht teilnehmen.
| Disziplin        | Männer                                                                         | Männer                                                            | Männer                                     | Frauen                                                                    | Frauen                                                                         | Frauen                    |
| Disziplin        | Athlet                                                                         | Sportclub/Verein                                                  | Platzierung                                | Athlet                                                                    | Sportclub/Verein                                                               | Platzierung               |
| ---------------- | ------------------------------------------------------------------------------ | ----------------------------------------------------------------- | ------------------------------------------ | ------------------------------------------------------------------------- | ------------------------------------------------------------------------------ | ------------------------- |
| 100 m            | Steffen Görmer                                                                 | SV Halle                                                          | 8. Platz                                   | Katrin Krabbe Silke Möller Kerstin Behrendt                               | SC Neubrandenburg SC Empor Rostock SC DHfK Leipzig                             | Gold · Silber · Bronze    |
| 200 m            |                                                                                |                                                                   |                                            | Katrin Krabbe Heike Drechsler Sabine Günther                              | SC Neubrandenburg SC Motor Jena                                                | 7. Platz                  |
| 400 m            | Thomas Schönlebe Jens Carlowitz                                                | Chemnitzer Sportclub                                              | Silber · Bronze                            | Grit Breuer Petra Schersing Annett Hesselbarth                            | SC Neubrandenburg SV Halle                                                     | 4. Platz                  |
| 800 m            |                                                                                |                                                                   |                                            | Sigrun Wodars Christine Wachtel Birte Bruhns                              | SC Neubrandenburg SC Neubrandenburg SC Empor Rostock                           | Gold · Silber             |
| 1500 m           | Jens-Peter Herold Hauke Fuhlbrügge                                             | ASK Vorwärts Potsdam TSV Erfurt                                   | nach Vorlauf disqualifiziert               | Ellen Kießling Yvonne Mai                                                 | Dresdner SC SC Neubrandenburg                                                  | 7. Platz                  |
| 10.000 m         | Carsten Eich                                                                   | SC DHfK Leipzig                                                   | 22. Platz                                  | Kathrin Ullrich Birgit Jerschabek                                         | 1. SC Berlin Schweriner SC                                                     | 15. Platz                 |
| Marathon         | Rainer Wachenbrunner                                                           | 1. SC Berlin                                                      | 18. Platz                                  |                                                                           |                                                                                |                           |
| 100 m Hürden     |                                                                                |                                                                   |                                            | Gloria Siebert Cornelia Oschkenat Kristin Patzwahl                        | SC Cottbus 1. SC Berlin SC DHfK Leipzig                                        | 4. Platz 7. Platz         |
| 400 m Hürden     |                                                                                |                                                                   |                                            | Petra Krug                                                                | 1. SC Berlin                                                                   | verletzt ausgeschieden    |
| 3000 m Hindernis | Hagen Melzer Uwe Pflügner                                                      | Dresdner SC TSV Erfurt                                            | 7. Platz im Vorlauf verletzt ausgeschieden |                                                                           |                                                                                |                           |
| 4 × 100 m        | Steffen Görmer Sven Matthes Steffen Bringmann Torsten Heimrath Steffen Schwabe | SV Halle 1. SC Berlin Schweriner SC SC DHfK Leipzig               |                                            | Silke Möller Kerstin Behrendt Katrin Krabbe Sabine Günther Andrea Philipp | SC Empor Rostock SC DHfK Leipzig SC Neubrandenburg SC Motor Jena Schweriner SC | Gold · Gold · Gold · Gold |
| 4 × 400 m        | Rico Lieder Karsten Just Thomas Schönlebe Jens Carlowitz Jan Lenzke            | Chemnitzer SC TSC Berlin Chemnitzer SC Chemnitzer SC 1. SC Berlin | Bronze · Bronze · Bronze · Bronze          | Grit Breuer Petra Schersing Annett Hesselbarth Manuela Derr Uta Rohländer | SC Neubrandenburg SV Halle SV Halle SC Neubrandenburg SV Halle                 | nicht angereist           |
| 10-km-Gehen      |                                                                                |                                                                   |                                            | Beate Anders Kathrin Born                                                 | TSC Berlin ASK Vorwärts Potsdam                                                | 6. Platz nicht angereist  |
| 20-km-Gehen      | Bernd Gummelt Ralf Weise Axel Noack                                            | ASK Vorwärts Potsdam TSV Erfurt TSC Berlin                        | 7. Platz 18. Platz ausgeschieden           |                                                                           |                                                                                |                           |
| 50-km-Gehen      | Bernd Gummelt Hartwig Gauder Ronald Weigel                                     | ASK Vorwärts Potsdam TSV Erfurt ASK Vorwärts Potsdam              | 9. Platz                                   |                                                                           |                                                                                |                           |
| Weitsprung       | Andre Müller                                                                   | SC Empor Rostock                                                  | 13. Platz                                  | Heike Drechsler Helga Radtke                                              | SC Motor Jena SC Empor Rostock                                                 | Gold · Bronze             |
| Dreisprung       | Jörg Frieß Volker Mai                                                          | 1. SC Berlin SC Neubrandenburg                                    | 4. Platz 5. Platz                          |                                                                           |                                                                                |                           |
| Hochsprung       |                                                                                |                                                                   |                                            | Heike Balck                                                               | Schweriner SC                                                                  | 5. Platz                  |
| Kugelstoßen      | Ulf Timmermann Oliver-Sven Buder Udo Beyer                                     | TSC Berlin Chemnitzer Sportclub ASK Vorwärts Potsdam              | 5. Platz                                   | Astrid Kumbernuss Kathrin Neimke Heike Hartwig                            | SC Neubrandenburg SC Magdeburg 1. SC Berlin                                    | 6. Platz                  |
| Diskuswurf       | Jürgen Schult Lars Riedel                                                      | Schweriner SC Chemnitzer Sportclub                                | 15. Platz                                  | Ilke Wyludda Martina Hellmann Gabi Reinsch                                | SV Halle SC DHfK Leipzig ASK Vorwärts Potsdam                                  | 4. Platz                  |
| Hammerwurf       | Gunther Rodehau                                                                | Dresdner SC                                                       | 4. Platz                                   |                                                                           |                                                                                |                           |
| Speerwurf        | Raymond Hecht                                                                  | SC Magdeburg                                                      | 10. Platz                                  | Karen Forkel Petra Felke Silke Renk                                       | SV Halle SC Motor Jena SV Halle                                                | 4. Platz                  |
| Siebenkampf      |                                                                                |                                                                   |                                            | Heike Tischler Peggy Beer Birgit Gautzsch                                 | SC Neubrandenburg 1. SC Berlin Chemnitzer SC                                   | 6. Platz                  |
| Zehnkampf        | Christian Schenk Torsten Voss Thomas Halamoda                                  | SC Empor Rostock Schweriner SC TSC Berlin                         | nicht angereist aufgegeben                 |                                                                           |                                                                                |                           |

## Medaillen und Teilnehmer je Verein
Die Aktiven verteilten sich auf 14 verschiedene Leistungssportzentren. Der mit Abstand erfolgreichste Sportclub war der SC Neubrandenburg, dessen 9 Vertreter zehn Medaillen mit nach Hause nahmen. Insgesamt gingen in den Einzeldisziplinen fünf Europameistertitel nach Neubrandenburg. Weiterhin hatten Neubrandenburger Sportler Anteil an zwei Staffeltiteln. Athleten des 1. SC Berlin, Nachfolger des traditionsreichen SC Dynamo Berlin, konnten trotz des größten Teilnehmerkontingents von 10 Aktiven nur 2 Medaillen erringen. Einzig der TSV Erfurt blieb in der Medaillenbilanz erfolglos. Die politischen Veränderungen hatten auch teilweise schon Umbenennungen bzw. Ausgründungen von Sportclubs zur Folge. Insgesamt betraf dies 6 traditionsreiche Leistungssportzentren.
- SC Dynamo Berlin → 1. SC Berlin (Umbenennung)
- SC Chemie Halle → SV Halle (Umbenennung)
- SC Traktor Schwerin → Schweriner SC (Umbenennung)
- SC Karl-Marx-Stadt → Chemnitzer Sportclub (Teilausgründung)
- SC Einheit Dresden → Dresdner SC (Umbenennung)
- SC Turbine Erfurt → TSV Erfurt (Umbenennung)

| Platz | Sportclub/Sportverein | Teilnehmer | Goldmedaille – Europameister | Silbermedaille – 2. Platz | Bronzemedaille – 3. Platz | Medaillen gesamt |
| ----- | --------------------- | ---------- | ---------------------------- | ------------------------- | ------------------------- | ---------------- |
| 1     | SC Neubrandenburg     | 9          | 8                            | 2                         | -                         | 10               |
| 2     | SV Halle              | 5          | 3                            | 2                         | -                         | 5                |
| 3     | SC Motor Jena         | 3          | 3                            | 1                         | 1                         | 5                |
| 4     | Schweriner SC         | 4          | 2                            | 0                         | 0                         | 2                |
| 5     | SC Empor Rostock      | 5          | 1                            | 1                         | 2                         | 4                |
| 6     | ASK Vorwärts Potsdam  | 5          | 1                            | 1                         | 0                         | 2                |
| 7     | SC DHfK Leipzig       | 5          | 1                            | 0                         | 3                         | 4                |
| 8     | TSC Berlin            | 5          | 1                            | 0                         | 1                         | 2                |
| 9     | Chemnitzer Sportclub  | 6          | 0                            | 2                         | 3                         | 5                |
| 10    | 1. SC Berlin          | 10         | 0                            | 1                         | 1                         | 2                |
| 11    | SC Cottbus            | 1          | 0                            | 1                         | 1                         | 1                |
| 11    | Dresdner SC           | 3          | 0                            | 1                         | 0                         | 1                |
| 13    | SC Magdeburg          | 2          | 0                            | 0                         | 1                         | 1                |
| 14    | TSV Erfurt            | 4          | 0                            | 0                         | 0                         | 0                |